# 隆吉达
隆吉达（西班牙語：Lónguida）是西班牙纳瓦拉的一个市镇。总面积91平方公里，总人口294人（2001年），人口密度3人/平方公里。